# Eva-Maria Buch
Eva-Maria Buch (Berlino, 31 gennaio 1921 – Berlino, 5 agosto 1943) è stata un'attivista tedesca, oppositrice politica e combattente contro il regime nazista nel gruppo dell'Orchestra Rossa.

## Biografia

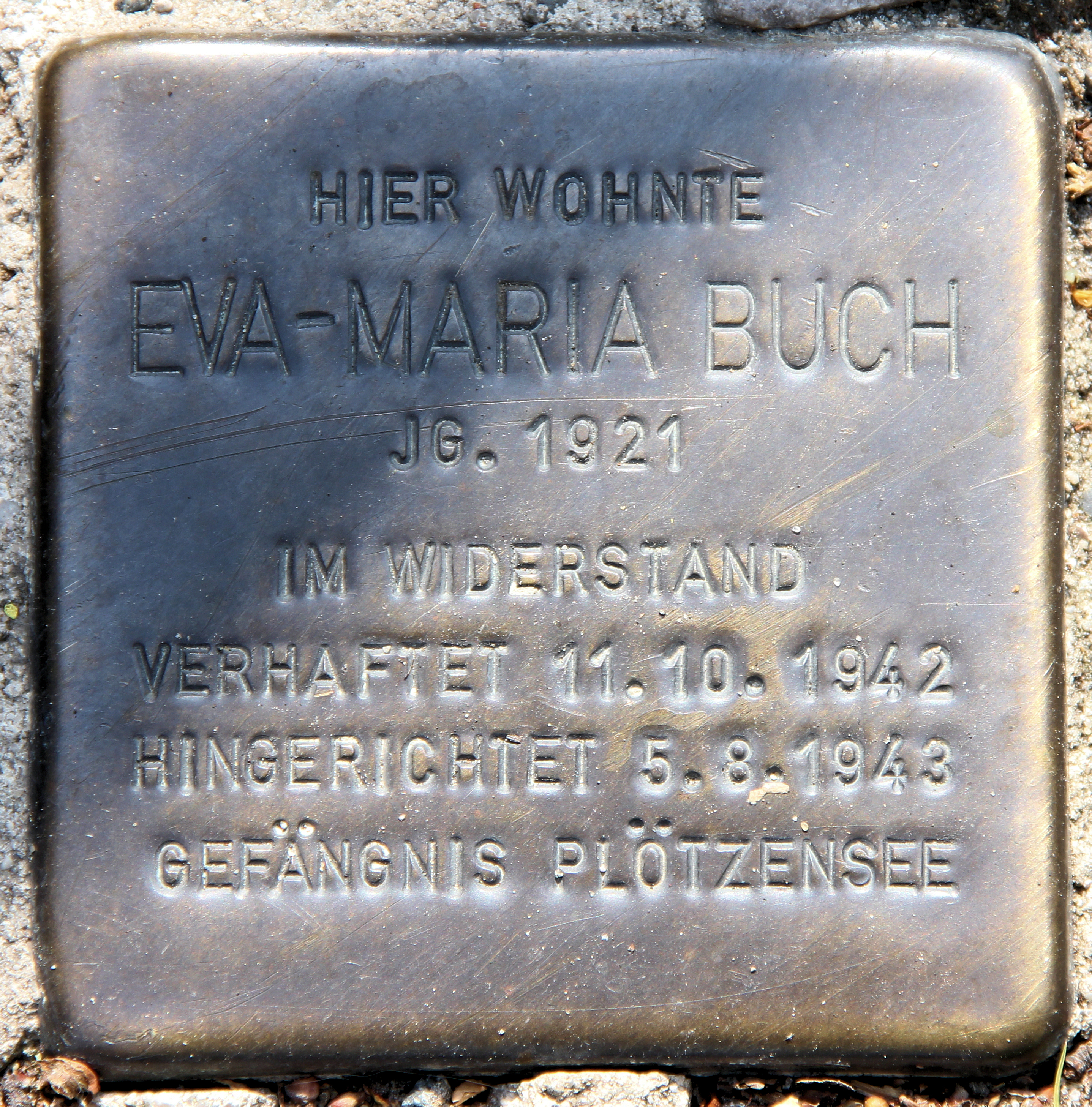
Pietra d'inciampo posizionata a Berlino.

Nacque da Walter e Erna Buch e visse a Charlottenburg fino alla metà degli anni trenta. Studiò in una scuola cattolica gestita dalle suore Orsoline, poi chiusa dai nazisti nel 1939, motivo per cui non conseguì l'Abitur, poi frequentò un seminario per interpreti all'Università Humboldt di Berlino. Mentre lavorava in una libreria durante il 1941 e il 1942 conobbe Wilhelm Guddorf, il quale la avvicinò all'Orchestra Rossa. Nell'autunno del 1942 tentò di proteggere Guddorf dall'ondata di arresti contro l'Orchestra Rossa, dai quali non fu dispensata: venne infatti arrestata dalla Gestapo il 10 o 11 ottobre.
Il suo caso fu discusso dal Reichskriegsgericht tra il 1 e il 3 febbraio 1943. La principale prova di accusa a suo carico fu un volantino destinato ai lavoratori delle fabbriche di munizioni tradotto in francese in cui venivano esortati al sabotaggio. Per proteggere il gruppo affermò di aver scritto lei stessa l'articolo: per questo motivo fu dichiarata colpevole e condannata a morte. I suoi genitori si appellarono ad Adolf Hitler per ottenere clemenza ma rifiutò personalmente la richiesta e fu ghigliottinata nella prigione di Plötzensee il 5 agosto 1943 all'età di 22 anni, prima di scrivere una lettera d'addio ai genitori.

## Memoria
Eva-Maria Buch è ricordata a Berlino da una lapide in Unter den Linden 6 e da una targa vicino alla Cattedrale di Sant'Edvige. Dal 1993 la biblioteca comunale di Tempelhof porta suo il suo nome.
La Chiesa cattolica tedesca ha inserito Eva-Maria Buch nel martirologio del XX secolo.